# Thecla labes
Thecla labes är en fjärilsart som beskrevs av Druce 1907. Thecla labes ingår i släktet Thecla och familjen juvelvingar. Inga underarter finns listade i Catalogue of Life.